# Joseph Chatoyer

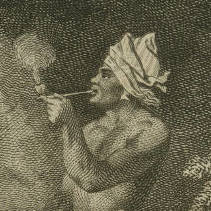
Joseph Chatoyer

Joseph Chatoyer († 14. März 1795 auf dem Dorsetshire Hill über Kingstown) war ein Politiker auf St. Vincent.

## Leben
Ein Teil der Vorfahren der Garifunas kamen ab 1675 mit fünf Sklavenschiffen nach St. Vincent. Beim Anbordnehmen von Süßwasser überwältigten sie die Besatzung. In der Folge siedelten sie als Cimarrónes auf St. Vincent. Im Pariser Frieden 1763 erkannten Spanien und Frankreich die britische Herrschaft über St. Vincent an. 1778 blockierten französische Schiffe die Insel und 1779 landeten sie bei Calliaqua nahe dem Fort Duvernette.
Joseph Chatoyer war mit Barauda Chatoyer verheiratet. Der britische Gouverneur von St. Vincent, schloss 1772 unter anderem mit Joseph Chatoyer einen Vertrag über die wechselseitige Anerkennung, mit welchem der erste karibische Krieg beendet wurde. 1785 wurden Teile des Hochlandes durch Straßen erschlossen, was den Siedlungsdruck durch britische Siedler, welche ihre Rinder in die Milpas der Cimarones trieben, erhöhte. Dies verletzte nach Ansicht der Cimarones den Vertrag und führte zum zweiten karibischen Krieg. Chatoyer teilte sich die Kontrolle über den unwegsamen Teil von St. Vincent mit DuValle. Chatoyer herrschte über die französische Ostseite von St. Vincent. Von 1787 bis 1802 gab es einen Bürgerkrieg auf Martinique, bei dem Chatoyer eine Allianz mit den Aufständischen einging. 1789 zur Zeit der Französischen Revolution war James Seton Gouverneur von St. Vincent. Am 9. April wurde ein zweiter Versuch zum Aufstand in Demerara registriert.
Ende Februar 1795 verhängte der britische Gouverneur von Saint-Vincente James Seton das Kriegsrecht über die französischen Bürger von St. Vincent und rief die Anführer zu Verhandlungen am 8. März 1795 nach Kingstown.
Am 8. März 1795 wurde in Kingstown bekannt, das Le Croix Estate im Marriaqua Valley geplündert worden war.
Die in das Marriaqua Tal entsandte britischen Truppen nahmen 18 Garifunas gefangen.
Am 13. März 1795 besetzten die vereinigten Truppen von DuValle und Chatoyer, etwa 450 Mann den Dorsetshire Hill über Kingstown. Britische Truppen unter Ralph Abercromby griffen diese Stellung an, wobei Joseph Chatoyer durch Major Alexander Leith getötet wurde.
Mit dem Tod von Joseph Chatoyer fielen die frankophonen Unterstützer des Aufstandes ab.
Die britischen Truppen beendeten den Aufstand im Juni 1796 mit mehreren Massakern an den Garifunas und deportierten den größten Teil über Baliceaux nach Roatán.